# The Union Underground
The Union Underground  es  una banda de nu metal con base en San Antonio, Texas, Estados Unidos. Los miembros originales de la banda eran Bryan Scott, Patrick Kennison, Josh Memelo and John Moyer. Lanzaron un álbum llamado "...An Education in Rebellion" en julio de 2000 que incluía su sencillo Turn Me on "Mr Deadman".

## Historia

### 1996-2002
The Union Underground fue creado por Bryan Scott (vocalista) y Patrick Kennison (guitarra). El nombre fue pedido prestado de su estudio de grabación que llamaron Studio Underground. Más tarde se sumaron John Moyer (bajo) y Josh Memelo (Batería).The Union Underground vendió más de 5.000 copias con su álbum ...An Education in Rebellion y fueron notadas por su compañía discográfica Colombia A&R, Juan Weakland, que lo firmó más adelante a Columbia Records. Pronto, The Union Underground se presentaba en el Ozzfest 2001 y otros lugares por todo el mundo.
La banda lanzó su álbum …An Education in Rebellion el 18 de julio de 2000. El álbum vendió casi 400.000 copias con sus singles “Turn Me On Mr. Deadman”, “Revolution Man”, y “Killing The Fly”.
En marzo de 2002, la banda lanzó la canción “Across the nation” que fue utilizada por la WWE (World Wrestling Entertainment) como la canción principal de Raw hasta octubre de 2006.
El 25 de junio de 2002, la banda lanzó Live...One Nation Underground una compilación de conciertos.

## Actualmente
Patrick Kennison está trabajando con la banda Heaven Below, John Moyer toca el bajo para Disturbed, Josh Memelo es padre de dos niños y Bryan Scott luego de "A cult to follow" creó la banda "into the fire"